# 娘惹糕

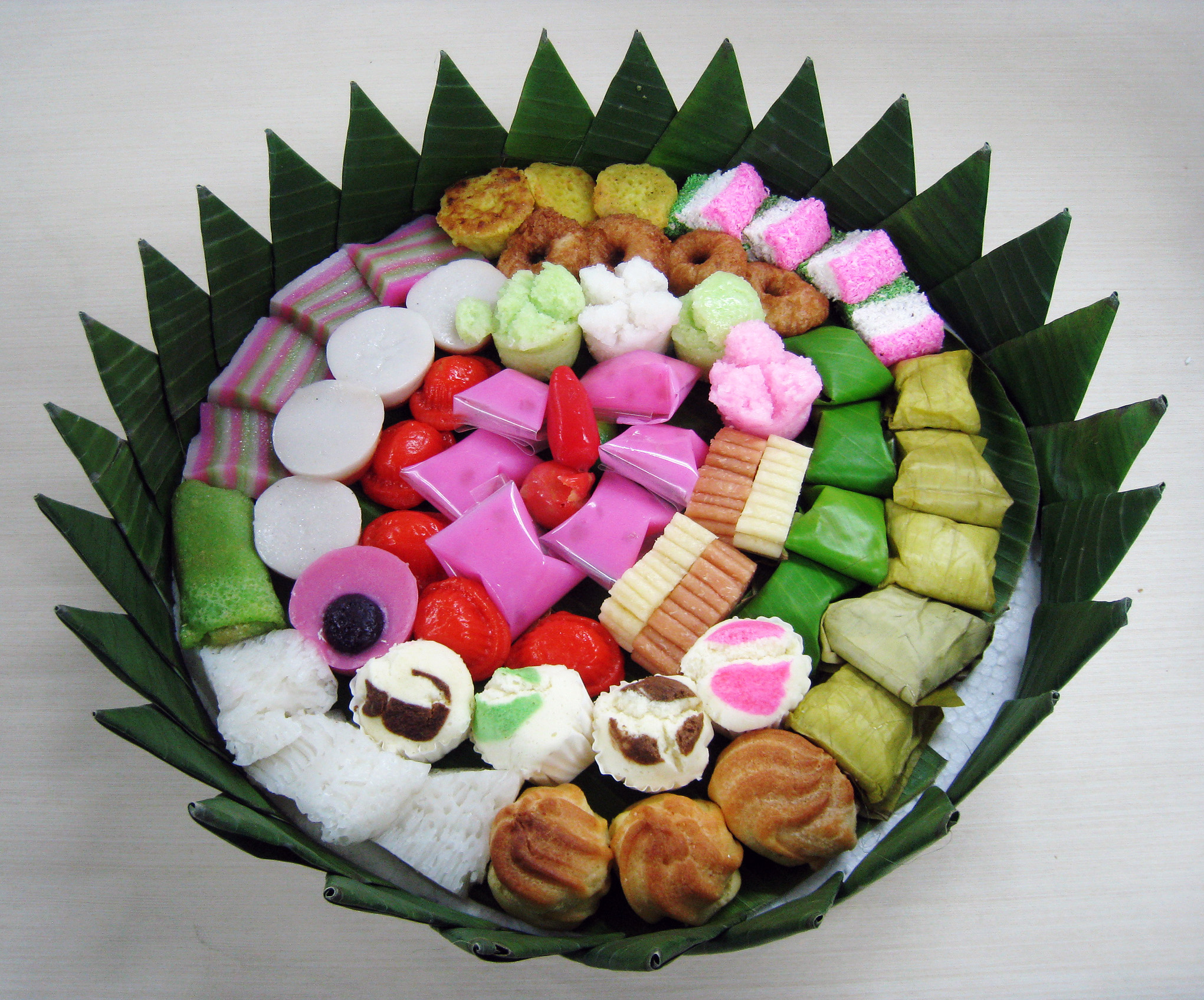
各式各樣的娘惹糕

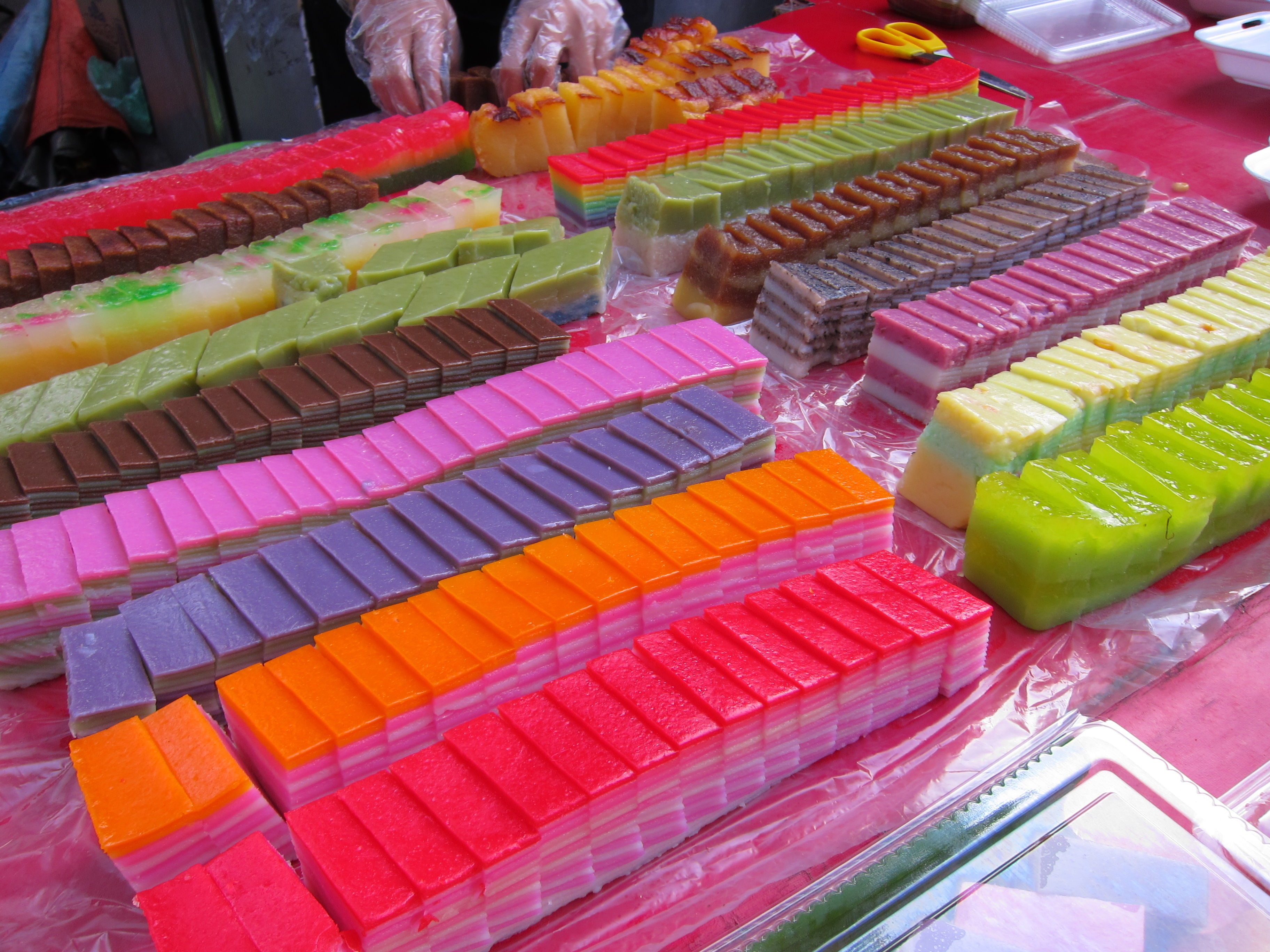
色彩各異的娘惹糕

娘惹糕（馬來文：Nyonya Kuih）為娘惹糕點的總稱，流行於馬來西亞、新加坡、汶萊、印尼及泰國南部一帶，其種類及口味繁多，有蒸、炸、烤、甜、鹹、辣等，主要製作原料為糯米、米、木薯粉等，並依照不同的口味添加不同的特殊材料，如班蘭葉（Pandan）、椰漿、椰絲、綠豆泥、紅豆泥、花生粉、椰糖（Gula Melaka）、叁巴（Sambal）等。大多數娘惹糕因使用糯米粉或木薯粉的緣故，口感較為軟糯，加上早期娘惹善於利用各種植物的汁液為糕點染色，鮮豔的色彩及混合各種香料的強烈香味為娘惹糕的最大特色。

## 來源
峇峇娘惹（马来语：Baba Nyonya），或稱土生華人（馬來文：Peranakan），男性称为峇峇（馬來文：Baba）、女性称为娘惹（馬來文：Nyonya），是指15世纪初期開始定居於麻六甲海峽沿岸如馬六甲、檳城、新加坡、普吉島或東印度群島一帶由華人移民及當地土著（如馬來人、米南加保人、武吉斯人、爪哇人等）通婚所產生的混血後裔，其中馬六甲是娘惹文化的原發地。這些南來的華人部分是早期明朝後裔或是殖民時期南來華商與原住民結婚的後裔，他們的文化除了傳承中國的文化外，在一定程度上也受到当地土著或西方文化的影響。
因早期土生華人的生活深受中國文化的影響，即男主外女主內，娘惹在出嫁前一般足不出戶，在家與女性長輩學習傳統手藝及廚藝。因家族背景及與馬來半島各族群的來往頻繁，這些早期的娘惹婦女學習了許多傳統華人（廣東人、福建人、客家人）、馬來人、爪哇人、泰族人等各族群的料理方式，同時也將不同的料理納入至自身的文化傳統中，因此使得如：九層糕、曼煎粿、紅龜粿、烤木薯糕、阿榜糕、蜂窩餅等非源自當地的食品，在加入娘惹們常用的食材及烹煮方式，改良內化成為娘惹糕的份子之一。
雖然目前峇峇娘惹文化在當地已逐漸沒落，但是經娘惹們改良過的糕點，符合馬來半島各民族的口味，也滲透進他們的飲食文化中，因此被不同的族群傳承下來，在巴剎、路邊攤、餐館、麵包店等依舊可見到娘惹糕的存在，同時也進行更多的的創新改良與演變。

## 種類

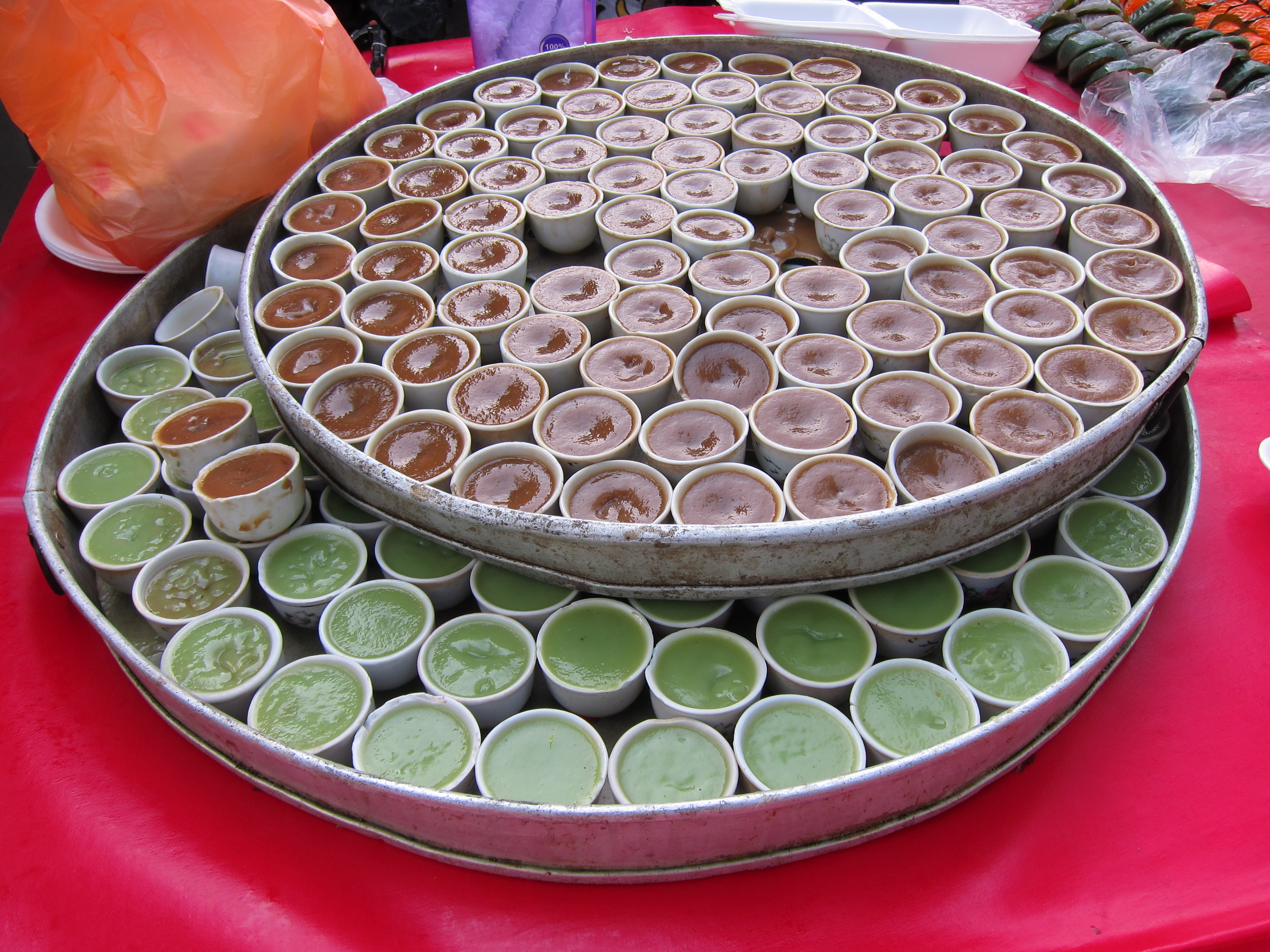
可穗糕（Kuih Kosui）

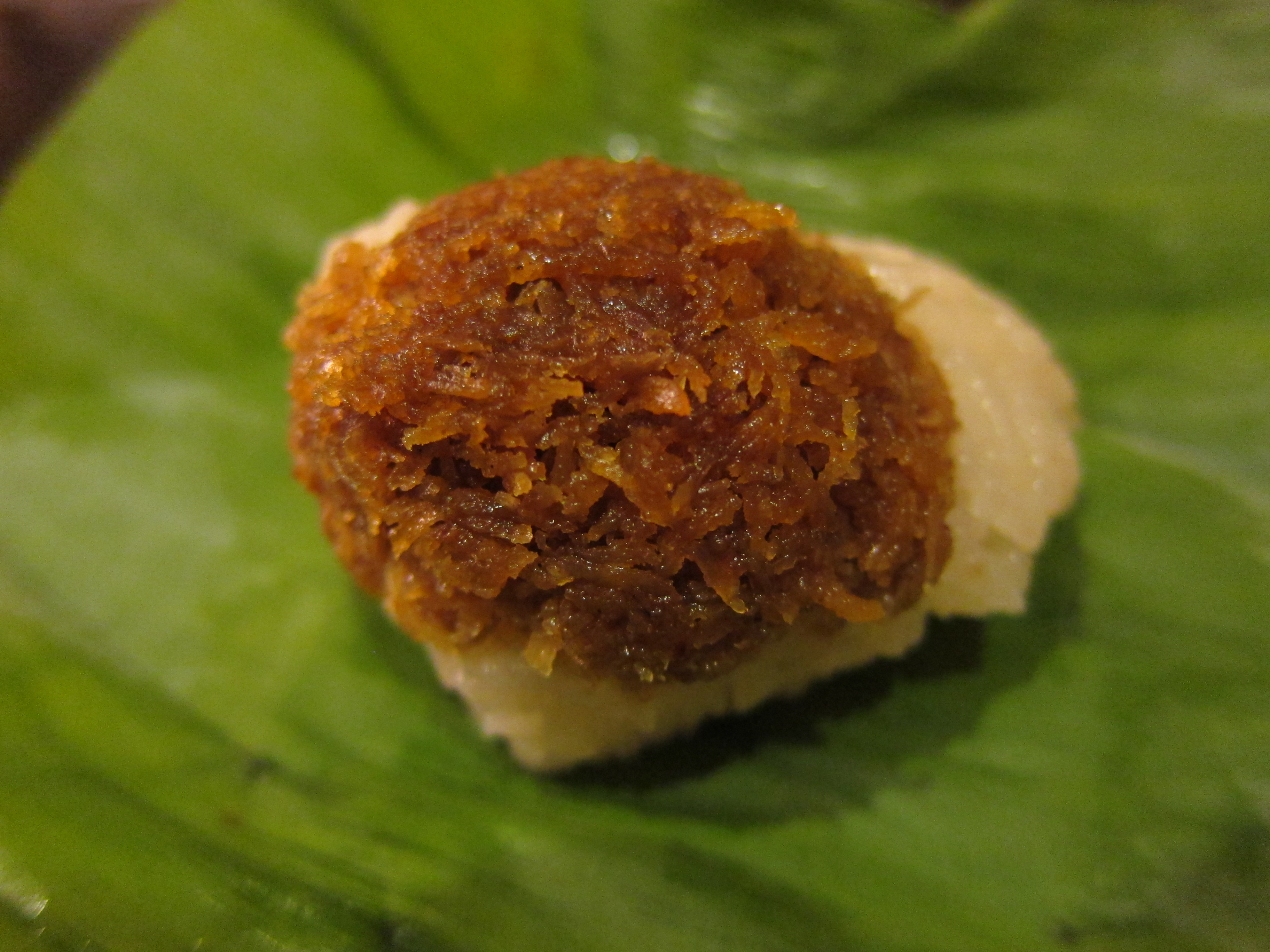
椰絲糯米飯（Pulut Inti）

娘惹糕因吸納不同族群的糕點，加上自己研發的品項，因此種類數量繁多，其中不少糕點都是由同一品項演變成不同的糕點，在搭配不同的元素後，糕點的味道和形態也不一樣。如使用蝶豆花汁液將糯米飯染藍，再壓成四方扁平狀的蘭花糯米糕（Pulut Tekan）的吃法是搭配咖椰（Kaya）；若糯米加上椰糖炒過的椰絲，再使用香蕉葉包裹成金字狀，則稱為椰絲糯米飯（Pulut Inti）；糯米飯包裹由香料、椰絲、辣椒及蝦米炒香的餡料，再使用香蕉葉，就成為叁巴糯米卷（Rempah Udang）。另外，達蘭糕（Kuih Talam）底下綠色或褐色的糯米糕，其實是可穗糕（Kuih Kosui），一般多是沾上椰絲食用。

## 色彩

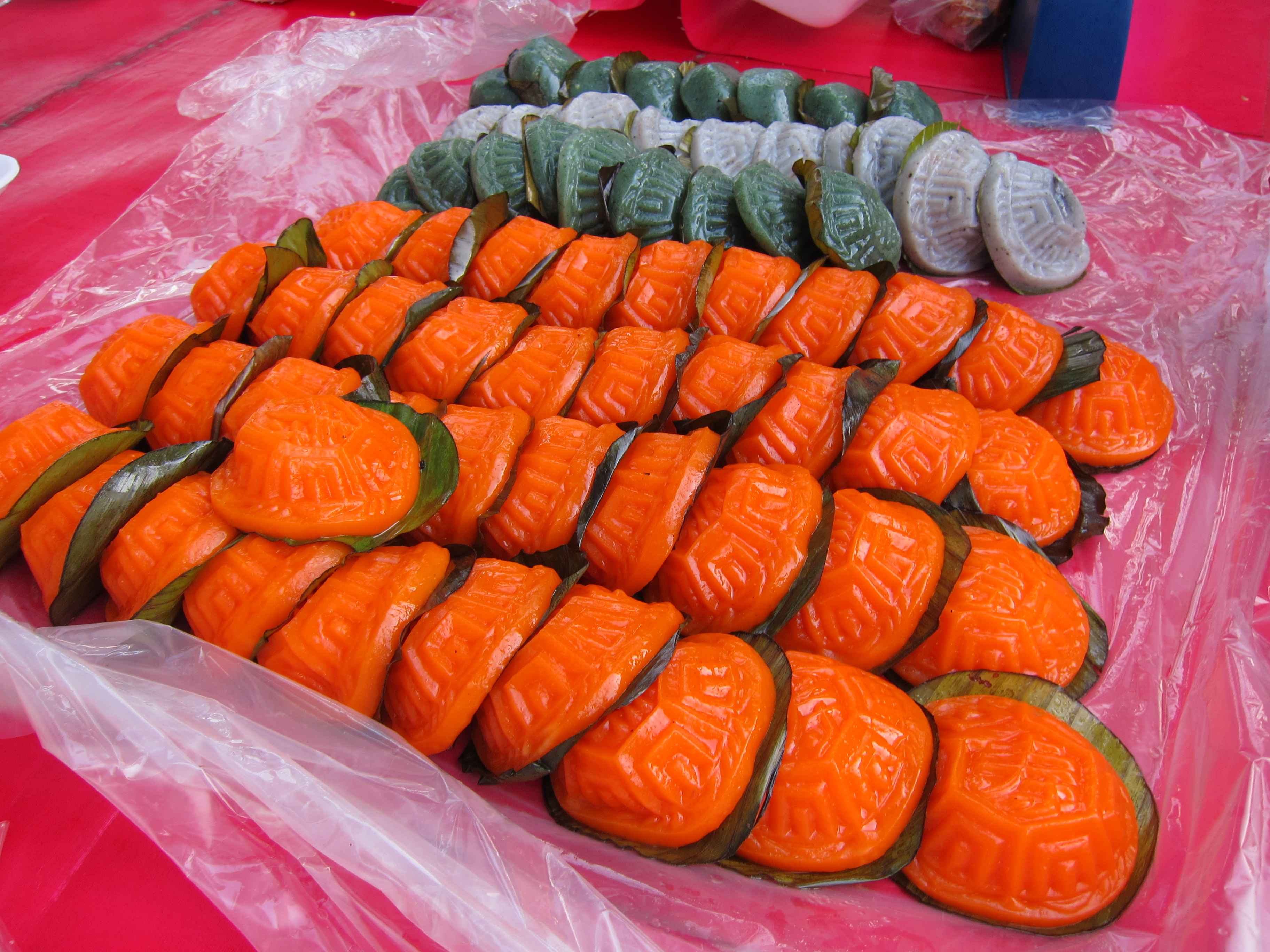
不同色彩的紅龜糕

相較於其他民族的糕點，娘惹糕最明顯的特色是使用不同植物的汁液為糕點上色，一般多採用班蘭葉、蝶豆花、洛神花、拉米葉（Daun Rami）的汁液，除了帶來不同的色彩外，還會附帶這些花草的香味。另外，娘惹糕會因應不同的活動而染上不同的色彩，如椰絲球（Ondeh-ondeh）是土生華人結婚時必備的糕點；哆哆（Dodol）在峇峇話中有玄孫的意思，因此會用該糕點來祭拜祖先，寓意子孫滿堂；端午節期間會享用娘惹粽；馬來雞蛋糕（Kuih Bahulu）、蛋扁（Kuih Kapit）、黃梨餅、Kuih Koya、Kuih Karas、Kuih Bangkit等則是農曆新年時必備的糕點。用色方面，大部分的糕點是使用紅色，有大喜之意，如在喜慶之時，九層糕和紅龜糕的顏色就以紅色為主；喪事之時，九層糕的顏色會改成藍白色，紅龜糕的外皮則用紫米及拉米葉染成紫黑色。但現在許多商家為了節省成本及製作功夫，開始使用化學色素或香精來替代。